# 加油喜事
- 關於譯名為《守護愛情》的電視劇，請見「聽見你的聲音」。
- 關於譯名為《相信愛情》的電視劇，請見「相信愛情”和“壞愛情 (2019年韓國電視劇)」。

《加油喜事》是2022年TVBS第18部自製八點檔。于2022年9月19日开镜，2022年12月14日起晚間八點於TVBS歡樂台首播，台視主頻則於晚間十點播出，愛奇藝國際站 &LINE TV於晚間十點首播。LiTV 線上影視同步跟播上架。第二季《加油喜事-加油愛情》，是2023年TVBS第19部自製八點檔，於2023年2月6日起在TVBS歡樂台首播。第三季《加油喜事-守住愛情》，是2023年TVBS第20部自製八點檔，於2023年3月29日起在TVBS歡樂台首播。第四季《加油喜事-相信愛情》，是2023年TVBS第21部自製八點檔，於2023年5月24日起在TVBS歡樂台首播。

## 播出時間
| 頻道       | 所在地                                                  | 播映日期       | 播出時間                   |
| TVBS歡樂台 | 臺灣                                                    | 2022年12月14日 | 週一至週五 20:00 - 21:00   |
| TVBS-Asia  | 香港 · 澳門 · 菲律賓 · 新加坡 · 马来西亚 · 印度尼西亞 · | 2022年12月15日 | 每週一至週五 20:00 - 21:00 |

## 故事大綱
私交甚篤情感甚佳的二家人和二個姐妹淘好閨蜜，在一次小事中發生爭執誤解，彼此因而產生嫌隙，從此變成冤家，不相往來與聯繫。
時隔多年後，當二家的子女逐漸成年，直到有天歡喜的各自宣布即將結婚的喜訊時，雙方家長才發現原來所謂的親家是「冤家」，頓時，過往的舊仇與新恨全部湧現出來，儼然，一場「家庭革命」正悄然在二家掀開...

## 演員名單
- 陳亞蘭飾王春花，50歲，武好呷滷味攤老闆娘
- 都拉斯飾武德超，50歲，郵差
- 鄒承恩飾武子良，30歲，農會總幹事
- 周孝安飾武子漢，28歲，嫆姿美妝集團執行董事，前鳳翊紅酒商
- 劉育仁飾武子鑑，25歲，咖啡烘焙師兼武好呷滷味員工
- 劉秀雯飾梅姨，70歲，武好呷滷味攤初代老闆娘
- 巴鈺飾武貞愛，40歲
- 鄭芯恩飾辛琦珊，20歲
- 王彩樺飾陳秋月，50歲，賦康診所院長夫人
- 李興文飾林賦康，50歲，賦康診所院長
- 周曉涵飾林曼柔，26歲，飯店經理
- 臧芮軒飾林雨柔，25歲，咖啡農
- 楊晴飾陳玉慧，32歲，牛肉麵店老闆娘
- 潘映竹飾陳千慧，28歲，飯店公關
- 張絡扉飾喵喵，6歲
- 馬國賢飾洪一巡，50歲，地方建商
- 李承鴻飾洪鴻，25歲，汽車業務
- 陳向熙飾李維托
- 邱子芯飾辛蒂
- 阿布飾楊文川
- 吳志慶飾阿標
- 鄭平君飾高老闆(高沐海、北海老大)
- 劉書宏飾盧傑洛(Johnny)
- 許昌慎飾張森
- 紀言愷飾李奧(Leo)
- 葛丞飾高瑞宏
- 劉倩妏飾莉亞
- 孫情飾馬榮生
- 何如芸飾江靜(Rose)
- 楊震震飾小杜，林雨柔自創咖啡豆品牌的股東
- 宮美樂飾螞蟻
- 趙宇萱飾茱比
- 邱薏樺飾南西，健身房教練
- 管謹宗飾管謹宗，教會牧師
- 陳威全飾陳威全，鋼琴酒吧的伴奏鋼琴家
- 何曼寧飾趙院長，嫆姿美妝集團公司負責人，武子漢公司總裁
- 孟澔飾小周，房仲
- 陳翊萱飾喬安娜，嫆姿美妝集團公司總經理
- 林家祥飾雄哥，茶農
- 陳俊甫飾Kevin，室內設計師
- 黃逸祥飾大師，風水師
- 黃圓元飾蚊子，武子良的農會同事
- 陳菀婷飾李勝男，林曼柔飯店的前副總經理
- 孔令元飾李之儀，大學生
- 洪聆翔飾亞當
- 黃浩詠飾剪刀

## 電視劇歌曲
| 曲別   | 季數                     | 歌名             | 演唱者                     | 作詞                           | 作曲                | 備註                       |
| 片頭曲 | 第一季第二季第三季第四季 | 加油喜事         | 黃子佼、陳威全             | 范庭瑜、吳易緯                 | 陳威全              |                            |
| 片頭曲 | 第一季第二季第三季第四季 | 部落情歌(台視)   | 鄭品蓁                     | 李自中                         | 李自中              | 第一季～第二季第5集        |
| 片尾曲 | 第一季                   | 你不再是孤單的人 | 劉文瀚                     | 羅惠群、吳易緯                 | 劉文瀚              | 第1集～第14集              |
| 片尾曲 | 第一季第二季             | 陪你一起走       | 周曉涵、楊晴               | 陳心茹                         | 陳威全              | 第一季第15集～第二季第30集 |
| 片尾曲 | 第二季第三季             | 帶你飛           | 告五人                     | 潘燕山                         | 潘燕山、告五人 雲安 | 第二季第31集～第三季第13集 |
| 片尾曲 | 第三季第四季             | 我可以           | 機智男孩 IT BOYZ           | 陳心茹                         | 劉文瀚、張茂霖      | 第三季第14集～第四季       |
| 插曲   | 第一季第二季第三季第四季 | Baby聽我說       | 機智男孩 IT BOYZ           | 張茂霖                         | 陳威全              |                            |
| 插曲   | 第一季第二季第三季第四季 | 最像你           | 陳威全                     | 羅惠群、吳易緯                 | 陳威全              |                            |
| 插曲   | 第一季第二季第三季第四季 | 我們只能在一起   | 陳威全                     | 陳威全、吳易緯                 | 陳威全              |                            |
| 插曲   | 第一季第二季第三季第四季 | 我要放假！       | 陳威全、方泂鑌             | 陳心茹、張茂霖、羅惠群、吳易緯 | 陳威全              |                            |
| 插曲   | 第一季第二季第三季第四季 | 親愛的摯友       | 黃美珍                     | 吳易緯                         | 陳威全              |                            |
| 插曲   | 第一季第二季第三季第四季 | 怎麼會忘了你愛我 | 劉文瀚                     | 陳心茹、范庭瑜、吳易緯         | 劉文瀚              |                            |
| 插曲   | 第一季第二季第三季第四季 | 一百個不同的理由 | 張茂霖、賴思妤(水分子樂團) | 張茂霖                         | 張茂霖、許嘉元      |                            |

## 作品的變遷
| 臺灣TVBS歡樂台 每週一至週五 20:00 - 21:00                  | 臺灣TVBS歡樂台 每週一至週五 20:00 - 21:00 | 臺灣TVBS歡樂台 每週一至週五 20:00 - 21:00 |
| ---------------------------------------------------------- | --- | ----------------------------------------- |
|                                                            | 加油喜事 （2022年12月14日－2023年2月3日）加油喜事-加油愛情 （2023年2月6日－2023年3月28日）加油喜事-守住愛情 （2023年3月29日－2023年5月23日）加油喜事-相信愛情 （2023年5月24日－2023年7月11日） |                                           |
| 機智校園生活－青春向前衝 （2022年9月26日－2022年12月13日） | 女兵日記 （2023年7月12日－2023年11月16日） （五週年紀念重播） |                                           |

## 註解
1. ↑  參見12/14節目表"TVBS節目表" https://schedule.tvbs.com.tw/entertainment/2022-12-14/taiwan/zh-tw
2. ↑  參見2/6節目表"TVBS節目表" https://schedule.tvbs.com.tw/entertainment/2023-02-06/taiwan/zh-tw
3. ↑  參見3/29節目表"TVBS節目表" https://schedule.tvbs.com.tw/entertainment/2023-03-29/taiwan/zh-tw
4. ↑  參見5/24節目表"TVBS節目表" https://schedule.tvbs.com.tw/entertainment/2023-05-24/taiwan/zh-tw

## 外部連結
- TVBS八點檔的Facebook專頁
- TVBS八點檔的Instagram帳戶
- 加油喜事-台視官網 （页面存档备份，存于）